# Skępe
Skępe é um município da Polônia, na voivodia da Cujávia-Pomerânia e no condado de Lipno. Estende-se por uma área de 7,48 km², com 3 605 habitantes, segundo os censos de 2016, com uma densidade de 482,0 hab/km².